# Actio familiae erciscundae
Een actio familiae erciscundae was de geijkte procedure bij een proces ter verdeling van de familie-erfenis. Hierdoor werd een consortium familiare opgeheven. Soms werd het consortium terug opgericht als consortium pseudo-familiare.